# Domingos Paoliello
Domingos Paoliello (Muzambinho, 23 de dezembro de 1925 — Jundiaí, 14 de abril de 2001) foi um economista, tradutor e poeta brasileiro.

## Biografia
Era filho de Camilo de Lellis Paoliello e de Eponina Magalhães Navarro Paoliello (neta do segundo Barão de Cabo Verde), irmão de Adhemar Paoliello, de Greenhalg Parnaíba Paoliello, sobrinho materno do grande poeta mineiro, Pedro Saturnino Vieira de Magalhães e primo em 1º grau da, também poetisa, Oneyda Paoliello Alvarenga - patronesse da Discoteca do Centro Cultural São Paulo, a "Discoteca Oneyda Alvarenga".
Fez seus estudos preliminares no Liceu Municipal de Muzambinho, instituição criada por seu avô materno, o Cel, Francisco Navarro de Moraes Salles. Graduou-se em economia, atuando profissionalmente nessa área, na Caixa Econômica Federal.
Amante das línguas, era profundo conhecedor de alemão, inglês, francês e japonês, havendo composto, em caráter privado, também nesses idiomas. Foi tradutor de alemão da revista Humbold. Grande admirador da música erudita, tinha nela a sua complacência.
Residiu, por quase toda a sua vida, em Jundiaí. 
Era membro do Clube de Poesia de São Paulo, do Pen Club de São Paulo - 1968 e da Academia Jundiaiense de Letras - 1985, cujo patrono da cadeira de numero 25, daquela Academia, é o seu tio materno, o poeta Pedro Saturnino Vieira de Magalhães.

## Principais obras
- Penumbra Murmurante - 1951
- Caminho de Homem    - 1952
- Poemas do Limbo     - 1956
- Poemas Inauguraes   - 1957
- Batedores ao Vento  - 1967
- Secreto Exame       - 1979
- Poemas de Sazão     - 1980